# Rasim Abushev
Rasim Abushev (en azéri : Rasim Abuşev), né le 15 octobre 1963 à Bakou en Azerbaïdjan, est un footballeur international azerbaïdjanais, devenu entraîneur à l'issue de sa carrière, qui évoluait au poste de milieu défensif.

## Biographie

### Carrière internationale
Rasim Abushev compte 40 sélections et 3 buts avec l'équipe d'Azerbaïdjan entre 1994 et 1999. 
Il est convoqué pour la première fois par le sélectionneur national Kazbek Tuayev pour un match amical contre Malte le 19 avril 1994 (défaite 5-0). Par la suite, le 22 mars 1997, il inscrit son premier but en sélection contre le Turkménistan, lors d'un match amical (victoire 3-0). Il reçoit sa dernière sélection le 26 mars 1999 contre le Portugal (défaite 7-0).

## Statistiques
| Saison                | Club                      | Championnat           | Championnat | Championnat | Coupe(s) nationale(s) | Coupe(s) nationale(s) | Total | Total |
| Saison                | Club                      | Division              | M.          | B.          | M.                    | B.                    | M.    | B.    |
| 1985                  | Ganclik Bakou             | D3                    | 10          | 0           | -                     | -                     | 10    | 0     |
| Sous-total            | Sous-total                | Sous-total            | 10          | 0           | -                     | -                     | 10    | 0     |
| 1986                  | Neftchi Bakou             | D1                    | 3           | 0           | 1                     | 0                     | 4     | 0     |
| 1987                  | Neftchi Bakou             | D1                    | 3           | 0           | 3                     | 0                     | 6     | 0     |
| 1988                  | Neftchi Bakou             | D1                    | 17          | 0           | 12                    | 1                     | 29    | 1     |
| 1989                  | Neftchi Bakou             | D2                    | 35          | 1           | -                     | -                     | 35    | 1     |
| 1990                  | Neftchi Bakou             | D2                    | 28          | 2           | -                     | -                     | 28    | 2     |
| Sous-total            | Sous-total                | Sous-total            | 86          | 3           | 16                    | 1                     | 102   | 4     |
| 1991                  | Qarabağ Agdam             | D3                    | 16          | 0           | -                     | -                     | 16    | 0     |
| Sous-total            | Sous-total                | Sous-total            | 16          | 0           | -                     | -                     | 16    | 0     |
| 1991                  | Neftchi Bakou             | D2                    | 24          | 5           | -                     | -                     | 24    | 5     |
| 1992                  | Neftchi Bakou             | D1                    | 27          | 8           | -                     | -                     | 27    | 8     |
| 1993                  | Neftchi Bakou             | D1                    | 9           | 2           | -                     | -                     | 9     | 2     |
| 1993-1994             | Neftchi Bakou             | D1                    | 14          | 3           | -                     | -                     | 14    | 3     |
| Sous-total            | Sous-total                | Sous-total            | 74          | 18          | -                     | -                     | 74    | 18    |
| 1993-1994             | Qarabağ Agdam             | D1                    | 10          | 1           | -                     | -                     | 10    | 1     |
| 1994-1995             | Qarabağ Agdam             | D1                    | 20          | 3           | -                     | -                     | 20    | 3     |
| 1995-1996             | Qarabağ Agdam             | D1                    | 11          | 2           | -                     | -                     | 11    | 2     |
| Sous-total            | Sous-total                | Sous-total            | 41          | 6           | -                     | -                     | 41    | 6     |
| 1995-1996             | Neftchi Bakou             | D1                    | 12          | 1           | -                     | -                     | 12    | 1     |
| 1996-1997             | Neftchi Bakou             | D1                    | 16          | 2           | -                     | -                     | 16    | 2     |
| Sous-total            | Sous-total                | Sous-total            | 28          | 3           | -                     | -                     | 28    | 3     |
| 1997                  | Dinamo Stavropol          | D2                    | 34          | 5           | 2                     | 0                     | 36    | 5     |
| 1998                  | Dinamo Stavropol          | D2                    | 35          | 3           | 1                     | 0                     | 36    | 3     |
| 1999                  | Dinamo Stavropol          | D2                    | 25          | 9           | 1                     | 0                     | 26    | 9     |
| 2000                  | Dinamo Stavropol          | D3                    | 34          | 5           | -                     | -                     | 34    | 5     |
| 2001                  | Dinamo Stavropol          | D3                    | 32          | 4           | 1                     | 0                     | 33    | 4     |
| Sous-total            | Sous-total                | Sous-total            | 160         | 26          | 4                     | 0                     | 164   | 26    |
| 2001-2002             | Qarabağ Agdam             | D1                    | 8           | 2           | -                     | -                     | 8     | 2     |
| 2002                  | Dinamo Stavropol          | D3                    | 11          | 1           | -                     | -                     | 11    | 1     |
| 2002                  | Jemtchoujina Boudionnovsk | D3                    | 17          | 8           | -                     | -                     | 17    | 8     |
| 2003                  | Jemtchoujina Boudionnovsk | D3                    | 24          | 5           | 1                     | 0                     | 25    | 5     |
| 2004                  | Kavkaztransgaz Izobilny   | D3                    | 9           | 0           | 2                     | 0                     | 11    | 0     |
| 2004-2005             | Khazar Lankaran           | D1                    | 1           | 0           | -                     | -                     | 1     | 0     |
| Sous-total            | Sous-total                | Sous-total            | 70          | 16          | 3                     | 0                     | 73    | 16    |
| Total sur la carrière | Total sur la carrière     | Total sur la carrière | 485         | 72          | 23                    | 1                     | 508   | 73    |

## Palmarès
- Avec le Neftchi Bakou
  - Champion d'Azerbaïdjan en 1992, 1996, 1997
  - Vainqueur de la Coupe d'Azerbaïdjan en 1996